# Кароліна Влодарчак
Кароліна Влодарчак (англ. Karolina Wlodarczak; нар. 27 червня 1987) — колишня австралійська тенісистка.
Найвищу одиночну позицію світового рейтингу — 380 місце досягла 21 березня 2011, парну — 248 місце — 5 січня 2015 року.
Здобула 5 парних титулів туру ITF.

## Фінали ITF
| турніри $50,000 |
| турніри $25,000 |
| турніри $10,000 |

### Одиночний розряд: 3 (0–3)
| Результат | Ранг | Дата           | Турнір                | Покриття | Суперниця            | Рахунок       |
| --------- | ---- | -------------- | --------------------- | -------- | -------------------- | ------------- |
| Поразка   | 1.   | 25 травня 2009 | ITF Олецько, Польща   | Ґрунт    | Клаудія Гавлік       | 2–6, 3–0 ret. |
| Поразка   | 2.   | 25 липня 2011  | ITF Маасейк, Бельгія  | Ґрунт    | Ніколетте ван Ейтерт | 4–6, 1–0 ret. |
| Поразка   | 3.   | 2 липня 2012   | ITF Брюссель, Бельгія | Ґрунт    | Наталія Рижонкова    | 2–6, ret.     |

### Парний розряд: 14 (5–9)
| Результат | Ранг | Дата              | Турнір                           | Покриття | Партнерка            | Суперниці                                   | Рахунок             |
| --------- | ---- | ----------------- | -------------------------------- | -------- | -------------------- | ------------------------------------------- | ------------------- |
| Поразка   | 1.   | 4 вересня 2006    | ITF Гоуп-Айленд, Австралія       | Тверде   | Шона Лі              | Шеннон Голдс Лусія Ґонсалес                 | 4–6, 6–7            |
| Поразка   | 2.   | 25 травня 2009    | ITF Олецько, Польща              | Ґрунт    | Вероніка Домаґала    | Кароліна Косіньська Александра Росольська   | 6–2, 2–6, [9–11]    |
| Перемога  | 3.   | 7 травня 2011     | Wiesbaden Open, Німеччина        | Ґрунт    | Міхаела Бузернеску   | Деяна Райкович Гіслайне ван Бал             | 6–7(4), 6–3, [10–6] |
| Перемога  | 4.   | 20 червня 2011    | ITF Бреда, Нідерланди            | Ґрунт    | Ева Ваканно          | Кім Кілсдонк Ніколетте ван Ейтерт           | 6–2, 6–4            |
| Перемога  | 5.   | 15 Сер 2011       | ITF Ратінген, Німеччина          | Ґрунт    | Єлизавета Янчук      | Катаріна Герінґ Діна Пфіценмаєр             | 3–6, 6–1, 6–4       |
| Поразка   | 6.   | 22 Сер 2011       | ITF Шарлеруа, Бельгія            | Ґрунт    | Магдалена Кіщиньська | Лу Цзяцзін Лу Цзясян                        | 3–6, 0–6            |
| Перемога  | 7.   | 30 квітня 2012    | ITF Единбург, Велика Британія    | Ґрунт    | Ева Ваканно          | Еліксан Лекемія Мартіна Пршадова            | 4–6, 6–0, [13–11]   |
| Поразка   | 8.   | 2 липня 2012      | ITF Брюссель, Бельгія            | Ґрунт    | Еліне Буйкенс        | Даніела Сегель Анна Смоліна                 | 6–2, 2–6, [7–10]    |
| Поразка   | 9.   | 22 квітня 2013    | ITF Борнмут, Велика Британія     | Ґрунт    | Еліне Буйкенс        | Анна Фіцпатрік Джейд Віндлі                 | 4–6, 1–6            |
| Поразка   | 10.  | 12 Сер 2013       | ITF Ратінген, Німеччина          | Ґрунт    | Бернісе Ван Де Велде | Каролін Даніелс Анна Клазен                 | 5–7, 2–6            |
| Перемога  | 11.  | 2 вересня 2013    | ITF Юї, Бельгія                  | Ґрунт    | Франціска Кеніґ      | Юлія Вахачик Ніна Зандер                    | 6–2, 6–4            |
| Поразка   | 12.  | 30 червня 2014    | ITF Денен, Франція               | Ґрунт    | Нікола Слейтер       | Паула Крістіна Гонсалвеш Флоренсія Молінеро | 6–7(3), 6–7(4)      |
| Поразка   | 13.  | 10 листопада 2014 | Bendigo International, Австралія | Тверде   | Нейкта Бейнз         | Джессіка Мор Еббі Маєрз                     | 4–6, 0–6            |
| Поразка   | 14.  | 12 вересня 2015   | ITF Прага, Чехія                 | Ґрунт    | Тіна Теграні         | Марина Колб Надія Колб                      | 4–6, 2–6            |